# BeoutQ
beoutQ era una televisora de pago pirata que operó en Arabia Saudita entre agosto de 2017 y agosto de 2019. El servicio constaba de 10 canales de televisión por satélite que transmitían programación re-etiquetada de la televisora qatarí BeIN Sports. beoutQ inició operaciones después de que Arabia Saudita impidiera que BeIN Media Group ofreciera sus servicios en el país, a raíz de una crisis diplomática entre Qatar y otros países árabes por su presunto patrocinio estatal de grupos terroristas. El servicio operaba desde instalaciones en Arabia Saudita y utilizaba los satélites Arabsat para la transmisión. Los canales también transmitieron propaganda acusando a BeIN Sports de ser un monopolio.
El servicio fue criticado por BeIN Media Group, organismos deportivos y gobiernos por su violación a gran escala de los derechos de autor. El director general de BeIN Sports describió a beoutQ como una operación a escala industrial y advirtió que el servicio estaba creando condiciones de mercado que los harían menos propensos a realizar mayores inversiones en derechos de transmisión deportiva. Alegando una supuesta inacción contra el servicio, el Representante Comercial de Estados Unidos y la Unión Europea colocaron a Arabia Saudita en listas de vigilancia de propiedad intelectual. A su vez, el gobierno saudí acusó a BeIN Sports de tener un comportamiento anticompetitivo y de participar en una campaña de difamación contra el Reino junto con su empresa hermana Al Jazeera.
Citando el impacto del servicio, BeIN se negó a renovar sus derechos de Fórmula 1 y la Bundesliga en la región MENA. También criticó a los organismos de fútbol por albergar supercopas en Arabia Saudita. En junio de 2020, BeIN Sports retiró brevemente la Serie A de sus canales en todo el mundo hasta que fuera compensada por el impacto de la piratería en sus derechos. Los problemas que rodean a beoutQ también afectaron una oferta del Fondo de Inversión Pública Saudí para adquirir el club Newcastle United de la Premier League. 
En agosto de 2019, beoutQ cesó abruptamente sus operaciones por satélite. Sus decodificadores siguieron pudiendo utilizarse a través de servicios de IPTV de terceros disponibles en una tienda de aplicaciones integrada. En junio de 2020, la Organización Mundial del Comercio (OMC) emitió un informe que encontró evidencia de que el servicio operaba desde Arabia Saudita. La OMC también encontró que Arabia Saudita había frustrado la capacidad de BeIN de recibir asesoría legal en el país. En octubre de 2021, después de que se resolvió la crisis diplomática, BeIN Media Group declaró que Arabia Saudita planeaba levantar su prohibición del servicio BeIN Sports, antes de que la Premier League aprobara oficialmente la compra saudita del Newcastle United.